# Tom Bourdillon
Tom Bourdillon, egentligen Thomas Duncan Bourdillon, 1924–-1956, var en engelsk bergsklättrare och Oxfordutbildad läkare. 
Han studerade vid Gresham's School i Norfolk och vid Oxfords universitet. 
Han deltog i 1953 års brittiska Mount Everest-expedition under ledning av John Hunt och utgjorde där, tillsammans med Charles Evans, det första klättrarparet som gjorde ett försök att nå toppen. De tvingades dock vända den 26 maj 1953, 300 meter från målet, på grund av dåligt väder och krånglande syrgasutrustning. Tre dagar senare nådde Edmund Hillary och Tenzing Norgay från samma expedition toppen. Bourdillon dog 1956 i en klättringsolycka i Schweiz.